# Асгард
Асгард (давньосканд. Ásgarðr) — місто, що, за скандинавськими міфами, створили собі боги аси. У міфі Асгард описують так: «Там споруджено святилище з дванадцятьма тронами для богів і престолом для найголовнішого з них — Одіна. Святилище з чистісінького золота, що має назву Чертог радості».
У скандинавській міфології небесне місто, оселя богів асів. Асгардці — істоти порядку, ведучи війну з ванами — істотами природи, побудували укріплений Асгард. Пізніше асгардці здружилися з ванами, обмінялися богами, і з тих пір живуть у світі один у одного. Крім богів і богинь, в Асгарді живуть діви-воїни — валькірії. Інша група богів, вани, жили у Ванагеймі. Один з трьох коренів Дерева життя — Іггдрасілль — тягнеться в бік Асгарду.
У Молодшій Едді розповідається, що Асгард був побудований Йотуном-каменярем Грімтурсом за допомогою свого коня Свадільфарі, і за це асгардці повинні були віддати сонце, місяць і богиню Фрею. Але Локі, перетворившись на кобилу, відволік коня Свадільфарі від роботи, і, оскільки робота не була виконана в строк, боги уникнули розплати. А велетень був убитий Тором, коли у гніві став метати в асгардців будівельні камені.
Усі боги жили в одному місці, але у кожного був свій чертог. У верховного бога Одіна — Валаск'яльв, палац зі срібною покрівлею. Неподалік, у Вальгаллі, живуть полеглі на полі битви воїни — ейнгерії. У вартового богів Геймдалля свій чертог — Гімінб'єрг, у бога грому Тора — Трудгейм, у Фреї — Фолькванг.
В Асгарді розташована Вальгалла — оселя полеглих у бою воїнів. Асгард протиставлений Мідгардові — поселенню людей. За межами Мідгарда знаходиться інший, прикордонний світ — Утгард, що ототожнюється з пустельною країною велетнів на краю землі — Йотунгеймом.